# Erythrodiplax parvimaculata
Erythrodiplax parvimaculata är en trollsländeart som beskrevs av Borror 1942. Erythrodiplax parvimaculata ingår i släktet Erythrodiplax och familjen segeltrollsländor. Inga underarter finns listade i Catalogue of Life.